# Ebbw Vale Football Club
El Ebbw Vale Football Club (en galés: Clwb Pêl-droed Glyn Ebwy) fue un club de fútbol de Gales, con sede en Ebbw Vale. Fue fundado en 1888 y desapareció en 1998.

## Historia
Fue fundado en el año 1888 en la ciudad de Ebbw Vale, en el sur de Gales, pero su primera temporada en la Welsh Premier League la jugó hasta la temporada 1992/93 como uno de los equipos fundadores. También fueron fundadores de la South Wales League y la Rhymney Valley League.
En la Welsh Premier League estuvieron varios años, incluso llegaron a jugar en la Copa Intertoto de 1997 y 1998. La mala suerte le llegó al equipo, ya que apenas al iniciar la temporada 1998/99, se declararon en quiebra, jugando su último partido en la Copa Intertoto de 1998 ante el Kongsvinger de Noruega.

## Palmarés

### Torneos nacionales
- Copa de Gales (1): 1925-26
- Southern Football League (1): 1922-23
- Southern Football League Sección de Gales (2): 1921-22, 1922-23
- División 1 de Gales (2): 1964-65, 1987–88
- Copa de Liga de Fútbol de Gales (3): 1927, 1956, 1957

## Participación en competiciones de la UEFA
| Temporada | Torneo             | Ronda          | Club                    | Global  | Ida     | Vuelta  |
| --------- | ------------------ | -------------- | ----------------------- | ------- | ------- | ------- |
| 1997      | UEFA Intertoto Cup | Fase de grupos | Grazer AK               |         | 0:0 (L) |         |
| 1997      | UEFA Intertoto Cup | Fase de grupos | NK Hrvatski Dragovoljac | 0:4 (V) |         |         |
| 1997      | UEFA Intertoto Cup | Fase de grupos | SC Bastia               | 1:2 (L) |         |         |
| 1997      | UEFA Intertoto Cup | Fase de grupos | Silkeborg IF            | 1:6 (V) |         |         |
| 1998      | UEFA Intertoto Cup | 1              | Kongsvinger             | 1:9     | 1:6 (L) | 0:3 (V) |